# Улькен
Ульке́н (каз. Үлкен — букв. «большой», «большое») — село (до 2013 года — посёлок городского типа) в Жамбылском районе Алматинской области Казахстана. Административный центр и единственный населённый пункт Улькенского сельского округа. Код КАТО — 194275100.

## История
Населённый пункт основан в 1984 году в связи с предполагавшимся строительством Южно-Казахстанской ГРЭС (ЮКГРЭС), которое так и не было осуществлено. В 1986 году населённый пункт был передан из состава Мойынкумского района Джамбулской области в состав Куртинского района Алма-Атинской области с присвоением наименования Улькен и отнесением к категории рабочих посёлков.
В 1997 году по предложению Президента Ядерного общества Казахстана Владимира Школьника было решено использовать площадку для строительства АЭС, но протесты экологов и жителей страны вновь заставили пересмотреть планы, и в конце 2008 года правительство приняло решение о постройке Балхашской ТЭС. Подготовка к строительству БТЭС началась в 2013 году, но некоторое время спустя была приостановлена. В первом полугодии 2016 года на стройку завезли некоторые материалы, также была подготовлена площадка для строительства, после чего активность снова прекратилась.
В конце 2010 года, недалеко от поселка, был запущен новый цементный завод.
В июне 2022 года район села был выбран местом строительства атомной электростанции. Решение о строительстве АЭС в Казахстане было принято 6 октября 2024 года на референдуме.

## Население
По переписи 1989 года в посёлке проживало 3977 человек (2047 мужчина и 1930 женщин).
В 1999 году население села составляло 3106 человек (1538 мужчин и 1568 женщин). По данным переписи 2009 года в селе проживали 1682 человека (813 мужчин и 869 женщин).